# Костенки (Кировская область)
Костенки — опустевшая деревня в составе Мурашинского района Кировской области. 

## География
Находится недалеко от левого берега реки Молома на расстоянии примерно 54 километра по прямой на юго-запад от районного центра города Мураши.

## История
Известна с 1727 года, когда в ней было учтено 8 дворов и 43 души мужского пола, в 1764 году проживало 164 человека. с 1873 года, когда в ней учтено было дворов 7 и жителей 72, в 1905 12 и 92, в 1926 19 и 115, в 1950 22 и 71 соответственно, в 1989 11 жителей. До 2021 года входила в Мурашинское сельское поселение Мурашинского района, ныне непосредственно в составе Мурашинского района.

## Население
Постоянное население  составляло 1 человек (русские 100%) в 2002 году, 0 в 2010.